# Megacarpaea megalocarpa
Megacarpaea megalocarpa är en korsblommig växtart som först beskrevs av Fisch. och Dc., och fick sitt nu gällande namn av Boris Konstantinovich Schischkin och Boris Fedtjenko. Megacarpaea megalocarpa ingår i släktet Megacarpaea och familjen korsblommiga växter. Inga underarter finns listade i Catalogue of Life.